# Jan Steczkowicz Dołubowski
Jan Steczkowicz Dołubowski (Jan Steckowicz Dolubowski, Jan Steckiewicz Dołobowski, Jan Stecko, Jan Steczko, zw. Cybulka; zm. przed 5 kwietnia 1541) – starosta drohicki (1501–1506), marszałek hospodarski (1520–1541), właściciel dóbr Dołubowo (potwierdzenie 22 lutego 1501), Hołubla, Rogów (1508), Wiszniew (1522).
Bratanek Doroty z Łyczków Dołubowskiej, żony Wita Raczyńskiego, sędziego ziemskiego bielskiego.
Był dwukrotnie żonaty z:
- Zofią Niemirowiczówną, córką Piotra Niemirowicza, wdową po Stanisławie Dowojnie i matką wojewody połockiego Stanisława Dowojny
- Bohdaną Sapieżanką, córką Bohdana Semenowicza, wdową po kniaziu Romanie Druckim-Lubeckim.

Nie doczekawszy się potomstwa, adoptował córkę swej drugiej żony Bohdany z pierwszego małżeństwa - ks. Annę Drucką-Lubecką.